# Stiacciato

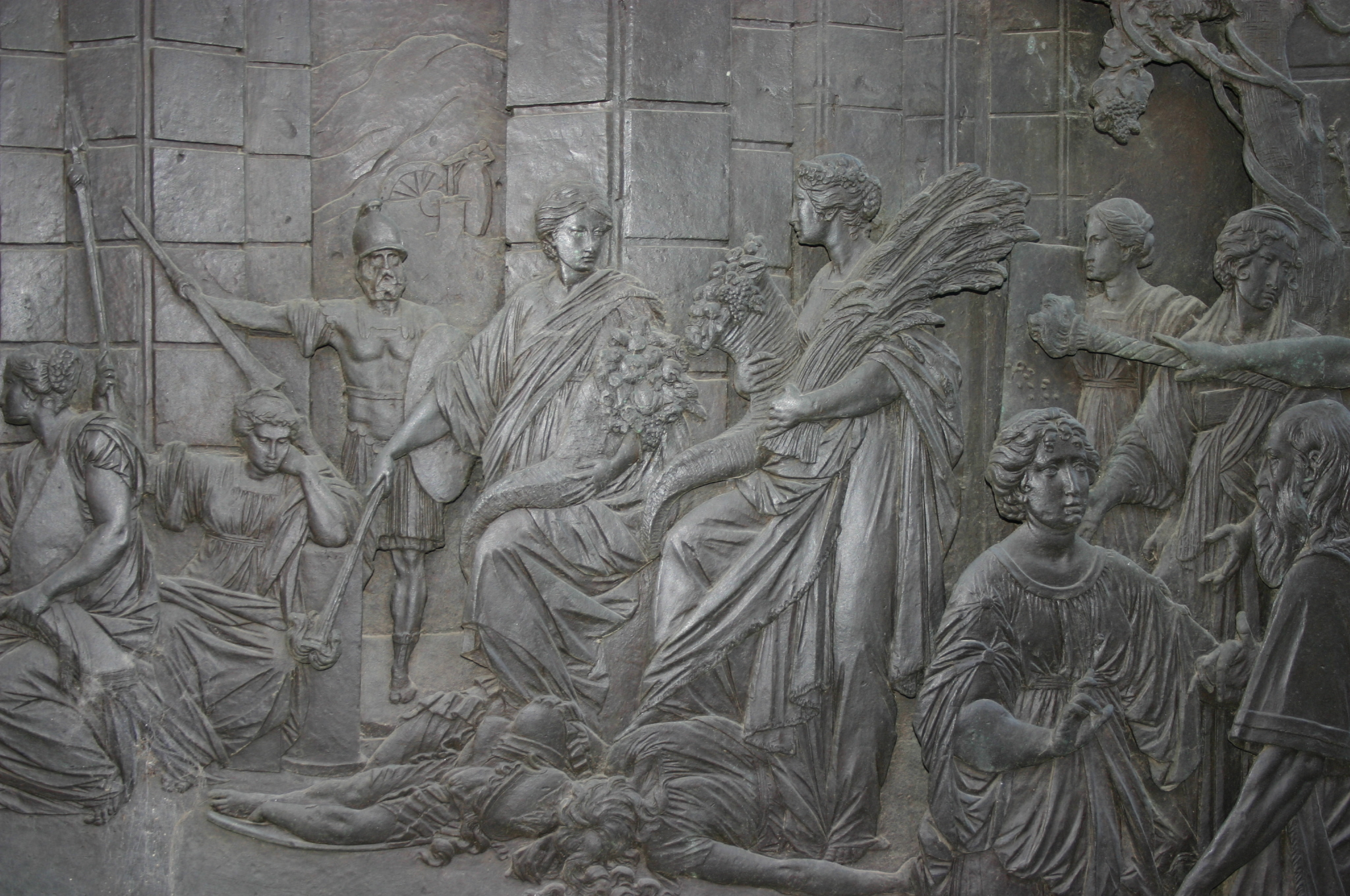
Obra de Francesco Mochi (1580-1654) donde usa la técnica del bajo relieve.

El stiacciato o schiacciato (relieve aplanado) es una técnica escultórica que permite  realizar un bajorrelieve con una variación mínima (a veces se habla de milímetros) respecto al fondo. Para dar al espectador la ilusión de profundidad, el espesor disminuye gradualmente a partir de primer plano hasta el fondo. Se aplican también las leyes de la perspectiva para potenciar el efecto. Este tipo de relieve suele estar realizado en mármol o piedra, aunque hay ejemplos también en madera.
Esta técnica fue utilizada principalmente en los siglos XV y XVI, durante el Renacimiento, cuando se puso muy de moda entre los escultores. Uno de sus iniciadores fue Donatello. Ejemplos conocidos dentro de su obra son el trasfondo del relieve de San Jorge salvando a la princesa (1416-1417), la famosa Madonna Pazzi (años 1430) o La Asunción en la iglesia de Sant'Angelo a Nilo en Nápoles (1426-1428). Otros artistas que utilizaron esta técnica fueron Desiderio da Settignano y Agostino di Ducci
Aunque el iniciador principal fue Lorenzo Ghiberti con las planchas de la Puerta del Paraíso del Baptisterio de la Catedral de Florencia, que narran pasajes del Antiguo Testamento.